# Podolkhi (Prókhorovka)
|  | Per a altres significats, vegeu «Podolkhi». |

Podolkhi - Подольхи (rus) - és un poble de l'óblast de Bélgorod, a Rússia. El 2010 tenia 992 habitants. Pertany al districte (raion) de Prókhorovka.